# Stade Atatürk d'Elazığ
Le Elâzığ Atatürk Stadyumu (Stade Atatürk de Elâzığ) est un stade de football situé dans la ville d'Elâzığ en Turquie. Il héberge le club du Sanica Boru Elazığspor. Le stade possède une capacité de 18 423 spectateurs.